# Muzej azulejos
Narodni muzej azulejos (portugalsko Museu Nacional do Azulejo) je umetniški muzej v Lizboni na Portugalskem, posvečen ploščicam azulejo, tradicionalnemu izdelovanju ploščic na Portugalskem in nekdanjem Portugalskem imperiju, kot tudi pri drugih iberofonskih kulturah. Zbirka muzeja, ki je v nekdanjem samostanu Madre de Deus, je ena največjih keramičnih izdelkov na svetu.

## Zgodovina

### Stavba (nekdanji samostan Madre de Deus)
Samostan klaris Madre de Deus (Naše Gospe), ki ga je leta 1509 ustanovila Eleonore Portugalska (Dona Leonora de Bragança), sestra portugalskega kralja Manuela I. in vdova portugalskega kralja Ivana II., je bil v potresu leta 1755 skoraj popolnoma uničen. Današnja samostanska cerkev je baročno delo. Dvonadstropnim renesančnim križnim hodnikom je potres prizanesel. Kralj Ivan III. Portugalski je dal samostan razširiti, po potresu pa ga je portugalski kralj Ivan V. dal obnoviti in na novo zgraditi. Manuelinsko pročelje je rekonstruiral arhitekt João Maria Nepomuceno. V sami cerkvi si lahko ogledate nizozemske azulejos, kasetiran strop, talha dourada in slike iz portugalske šole iz 16. stoletja. Slike prikazujejo kralja Ivana III. in njegovo ženo Katarino Kastiljsko. Leta 1834 je sekularizacija zajela tudi ta samostan, ki je sprva služil kot azil. Ena od kapel je posvečena sv. Antonu. V samostanu je pokopana kraljica Eleonora.
Kraj, kjer je zrasel samostanski kompleks Madre de Deus, je bil eden najprijetnejših krajev na robu Lizbone, oblivan z reko in poseljen z zelenjavnimi vrtovi in sadovnjaki, ki so oskrbovali mesto. O prvotnem jedru samostana je danes malo znanega, čeprav lahko z gotovostjo trdimo, da je njegov načrt enak načrtu samostana Rosa in obstaja samo en ikonografski zapis, ki poroča o prihodu relikvij Santa Auta v samostan, dejstvo, ki dejansko zgodila leta 1517, nam kaže stavbo z netočnostjo vidne arhitekturne upodobitve proporcev in določenim dekorativnim pretiravanjem.
Po posegih Joséja Marie Nepomucena in Liberata Tellesa so bile stavbe samostana in cerkve Madre de Deus predmet številnih popravil in sprememb, ki so vključevale na primer manieristični križni hodnik iz 16. stoletja; cerkev, ki je okrašena z izjemnimi kompleti slik in ploščic; zakristija z brazilsko leseno vitrino in izrezljanimi lesenimi okvirji s slikami; visoki kor z bogato rezbarjenimi pozlačenimi lesenimi okraski; kapela svetega Antona z baročno dekoracijo iz 18. stoletja in precejšnjim številom platen slikarja Andréja Gonçalvesa.

### Muzej
Na začetku 20. stoletja je bilo zaradi varovanja njegove dediščine več spomenikov danih pod nadzor Narodnega muzeja antične umetnosti, ki določa, da je treba cerkev in dependenze Madre de Deus v Xabregasu obravnavati kot priloge k tisti narodni muzej.
Ob praznovanju pete stoletnice rojstva kraljice Leonore je Fundacija Calouste Gulbenkian financirala večja dela v samostanskem križnem hodniku, da bi tam pripravili veliko evokativno razstavo. Ko se je 7. januarja 1958 razstava končala, se je takoj postavilo vprašanje uporabe teh prostorov za postavitev Muzeja ploščic.
Pod pozornim in strokovnim vodstvom inženirja Joãa Miguela dos Santosa Simõesa je Muzej ploščic rasel sobo za sobo in osvajal prostor, ki so ga zasedale delavnice azila D. Maria Pia. Prvi direktor je bil raziskovalec azulejo João Miguel Santos Simões. Odlok-zakon št. 404/80 z dne 26. septembra je podelil samostojnost Muzeju Azulejo, s čimer je postal nacionalni in avtonomen v zvezi z Nacionalnim muzejem antične umetnosti, katerega priloga je bil od 18. decembra 1965.

## Zbirka
Muzejska zbirka predstavlja okrasne keramične ploščice ali azulejo od druge polovice 15. stoletja do danes. Poleg ploščic vključuje keramiko, porcelan in fajanso iz 19. do 20. stoletja. Stalna razstava se začne s prikazom materialov in tehnik izdelave ploščic. Nato sledi razstavna pot po kronološkem vrstnem redu.

### Stalna razstava
Stalna razstava muzeja je na ogled v sobanah starodavnega samostana in prikazuje zgodovino dediščine ploščic na Portugalskem od 16. stoletja do sodobnega časa. Del te razstave so tudi cerkev, kapeli sv. Antona in kraljice Leonor ter kor.
- Plošča iz 17. stoletja
- Oltarna slika Gospe življenja; 16. stoletje
- Čudovit razgled na Lizbono; ok. 1700
- Lovska soba; 1680
- Evharistična alegorija; ok. 1660
- Plošča iz 18. stoletja

### Občasne razstave
V muzeju je v določenem obdobju na ogled več razstav, kot so bile: Umetnost ploščic na Portugalskem leta 2000, Ana Vilela pripoveduje svoje zgodbe o ploščicah leta 2008, Jaz in muzej leta 2016, Od senc Kjota do luči Lizbone leta 2017.